# S-359 (U359)
S-359 var en russisk Whiskey-klasse ubåd, der  blev bygget i 1953 og var i aktiv tjeneste indtil 1989. Den blev anskaffett af et dansk ungdomsaktiveringsprojekt, der ville lave den om til et kultursted og turistattraktion. I Danmark blev den ofte omtalt som U359.

## Historie
Det Rullende Galleri i Kolding, var et ungdomsaktiveringsprojekt, der i 1991 spurgte den daværende præsident af Sovjetunionen Gorbatjov, om han ville donere en ubåd, som symbol på fred mellem øst og vest. Med i aftalen var, at den skulle istandsættes via aktiveringsprojektet og sidenhen bruges som kultursted og turistattraktion. Gorbatjov gik med på ideen og efter 3 års vanskeligt bureaukrati, ankom S-359 endelig til Kolding i 1994. Da S-359 kom op af vandet og blev placeret på en flydepram, så man hvor stor den egentlig var; ubåden var en Whiskey V type, 76 m lang, 6,3 m bred og 11 m høj og med en vægt på 1080 tons. Den endelige placering skulle være Marina Syd, men beboerne i området protesterede og mange borgere var generelt enige om protesterne. Den ville virke for voldsom for området.
Efter en stor presseomtale og debat om økonomien og selve placeringen, forærede Kolding i 1997 ubåden til Nakskov Kommune. Her skabte ubåden endnu en gang splid. Denne gang mellem Nakskov Kommune og selve ubådsfonden, da planerne om et oplevelsescenter ved ubåden, ikke blev realiseret. Ubådsfonden ville så flytte til Frederikshavn, men Nakskov Kommune ville ikke samarbejde. Den fungerede som turistattraktion i Nakskov indtil 2010. Til sidst blev den i april 2011 bugseret til Frederikshavn, for at blive hugget op til jernskrot..